# Peter Bernreuther
Peter Bernreuther (* 26. Dezember 1946 in Würzburg) ist ein ehemaliger deutscher Sprinter, der sich auf den 400-Meter-Lauf spezialisiert hatte.
Bei den Europäischen Hallenspielen und den Halleneuropameisterschaften gewann er mit der bundesdeutschen Mannschaft insgesamt drei Staffelmedaillen: 1968 in Madrid Silber in der 4-mal-364-Meter-Staffel, 1969 in Belgrad Bronze in der 4-mal-390-Meter-Staffel und 1972 in Grenoble Silber in der 4-mal-360-Meter-Staffel.
1969 und 1971 wurde er Deutscher Hallenmeister, und 1972 Deutscher Hallenmeister mit der 4-mal-400-Meter-Staffel.
Peter Bernreuther startete bis 1971 für die DJK Würzburg, danach für Bayer 04 Leverkusen.
1982 kam er als Gitarrenlehrer an die Musikschule Reutlingen und wurde 1993 deren stellvertretender Leiter. 2011 ging er in den Ruhestand.